# Paranavaí
Paranavaí est une ville brésilienne de l'État du Paraná, centre principal de la microrégion de Paranavaí, située dans le nord-ouest de l'État.
Fondée en 1951 à une altitude de 470 mètres, la ville est aujourd'hui le centre d'une municipalité d'une superficie de 1 202 km2, où vivent environ 92 000 habitants.